# Droid (fonty)
Droid – krój pisma stworzony przez Ascender Corporation do użytku przez platformę Android stworzoną przez Open Handset Alliance wydany na licencji Apache. Fonty te zaprojektowane zostały przez Steve'a Mattesona do użytku na niewielkich wyświetlaczach urządzeń przenośnych. Swoją nazwę zawdzięczają nazwie platformy, dla której powstały.

## Fonty
Rodzina Droid składa się z trzech fontów: Droid Sans, Droid Sans Mono oraz Droid Serif.

## Przykłady